# Andrew Parkinson
Andrew Parkinson (Johannesburg, 4 maggio 1959) è un ex calciatore sudafricano naturalizzato statunitense, di ruolo centrocampista.